# Moritz von Bardeleben (Verwaltungsjurist)

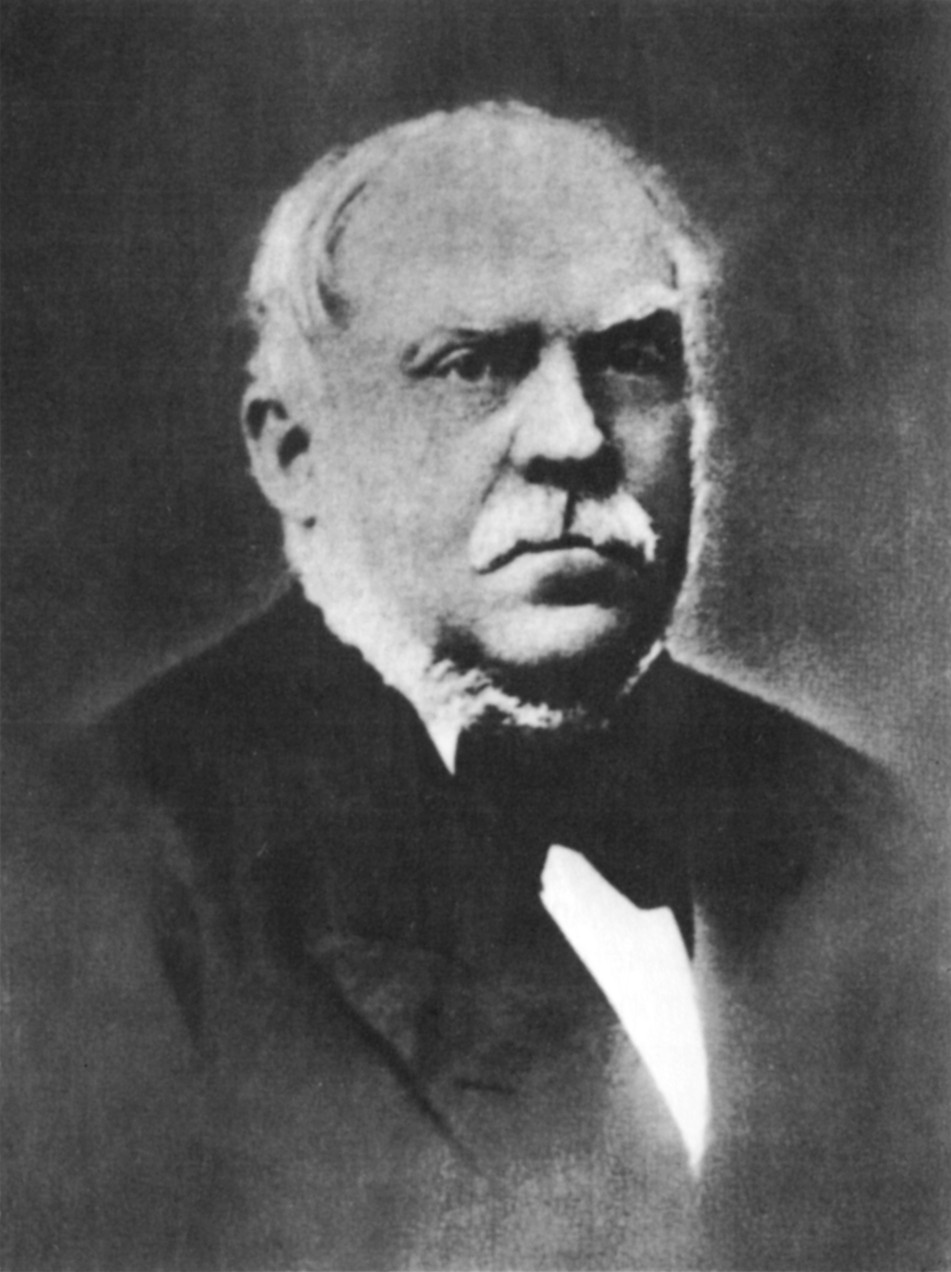
Moritz von Bardeleben

Heinrich Moritz Albert von Bardeleben (* 17. November 1814 in Zerbst/Anhalt; † 8. Januar 1890 in Berlin) war ein deutscher Verwaltungsjurist und Politiker. Der preußische Beamte war von Juni bis November 1848 Polizeipräsident in Berlin, von 1858 bis 1866 Regierungspräsident in Minden, anschließend in Aachen sowie von 1872 bis 1889 Oberpräsident der Rheinprovinz. Er war 1854 bis 1861 Abgeordneter im Preußischen Landtag, von 1872 bis zu seinem Tod gehörte er dem Herrenhaus an.

## Herkunft
Moritz entstammte dem uradeligen, im Raum Magdeburg in der preußischen Provinz Sachsen ansässigen Geschlecht von Bardeleben. Er war der Sohn des preußischen Generals der Infanterie Karl Moritz Ferdinand von Bardeleben (1777–1868), Stabsoffizier während der Befreiungskriege und von 1843 bis 1848 Gouverneur der Festung Koblenz, und dessen Ehefrau Charlotte geb. Klaproth (1790–1868). Sie war die Tochter des Chemikers Martin Heinrich Klaproth und Schwester von Julius Klaproth.

## Leben
Nach dem Besuch des Gymnasiums in Koblenz studierte Bardeleben ab 1830/31 Rechtswissenschaft an der  Rheinischen Friedrich-Wilhelms-Universität Bonn und der  Friedrich-Wilhelms-Universität zu Berlin. Während seines Studiums wurde er 1831 Mitglied der Burschenschaft Populonia Bonn. 1836 wurde er in Berlin zum Dr. jur. promoviert. Noch im selben Jahr ging er als Auskultator an das Kammergericht. Er wurde 1838 Gerichtsreferendar und wechselte im selben Jahr als Regierungsreferendar nach Merseburg. Er wurde 1842 Regierungsassessor in Koblenz, ging ans Oberpräsidium der Rheinprovinz und war Mitglied des Provinzial-Schulkollegiums. Im Jahr 1846 wurde er Landrat des Landkreises Bernkastel.
Von Juni bis November 1848 war er als Nachfolger des aufgrund seiner Haltung während der revolutionären Ereignisse entlassenen Julius von Minutoli Polizeipräsident von Berlin, von November 1848 bis Juni 1849 kommissarischer Regierungspräsident im Regierungsbezirk Arnsberg, von März bis Mai 1850 war er kommissarischer Regierungspräsident von Danzig. Im Mai 1850 wurde Bardeleben Geh. Regierungsrat im preußischen Innenministerium, im Juli 1851 Abgeordneter (Gesandter) am Bundestag in Frankfurt am Main. Er war von 1851 bis 1858 ohne dienstliche Beschäftigung und bezog Wartegeld.
1858 wurde er Regierungspräsident von Minden, 1866 von Aachen und war von 1872 bis 1889 Oberpräsident der Rheinprovinz. Von 1854 bis 1861 war er Mitglied des  Preußischen Abgeordnetenhauses, zunächst als fraktionsloser Abgeordneter und später als Angehöriger der Fraktion Mathis. Ab 1872 war Bardeleben auch Mitglied des Preußischen Herrenhauses. Ab 1884 war er Ehrenpräsident des „Westdeutschen Fluß- und Kanalvereins“. Einer Moselkanalisierung stand er positiv gegenüber.

## Ehrungen
- Roter Adlerorden I. Klasse mit Eichenlaub und mit dem Emailleband des Kronenordens
- Kreuz und Stern der Komture des Königlichen Hausordens von Hohenzollern
- Wirklicher Geheimer Rat mit dem Titel Exzellenz (1877)
- Eisernes Kreuz am weißen Bande
- Ehrenbürger von Koblenz (1886)
- Bardelebenstraße in Düsseldorf-Oberkassel (4. Januar 1912)